# Amedeo Felisa
Amedeo Felisa (* 1946 in Mailand) ist ein italienischer Manager und Geschäftsführer des britischen Sportwagenherstellers Aston Martin. Von 2008 bis 2022 war er Geschäftsführer von Ferrari.
Amedeo Felisa studierte Maschinenbau an der Universität Mailand und kam 1972 zu Alfa Romeo. Dort war er ab 1987 für die Produktentwicklung verantwortlich. 1990 wechselte er zu Ferrari, einer weiteren Fiat-Konzerntochter, und stieg 2001 zum Generalmanager der GT-Sparte auf. 2004 wurde er stellvertretender General Manager und stieg 2006 zum General Manager auf. Nach dem Abgang von Jean Todt wurde Felisa 2008 zum alleinigen Geschäftsführer von Ferrari bestellt. Im Mai 2022 wechselte er zum britischen Sportwagenhersteller Aston Martin.